# Lacconectus maoyangensis
Lacconectus maoyangensis är en skalbaggsart som beskrevs av Michel Brancucci 2003. Lacconectus maoyangensis ingår i släktet Lacconectus och familjen dykare. Inga underarter finns listade i Catalogue of Life.